# CC Andromedae
CC Andromedae är en ensam stjärna belägen i den mellersta delen av stjärnbilden Andromeda. Den har en högsta skenbar magnitud av ca 9,19 och kräver ett teleskop för att kunna observeras. Baserat på parallax enligt Gaia Early Data Release 3 på ca 2,63 mas beräknas den befinna sig på ett avstånd av ca 1 238 ljusår (ca  380 parsec) från solen. Den rör sig närmare solen med en heliocentrisk radialhastighet av ca -10 km/s. Den är en pulserande stjärna av Delta Scuti-typen, med en skenbar magnitud som varierar mellan 9,19 och 9,46 med en periodicitet av 3 timmar.

## Observation
Variabiliteten hos CC Andromedae upptäcktes av en slump av Olin Eggen den 22 oktober 1952, när han försökte använda den som en jämförelsestjärna för att mäta ljusstyrkan och färgerna hos stjärnor i Andromedagalaxen, som ligger ungefär en grad från CC Andromedae.

## Egenskaper

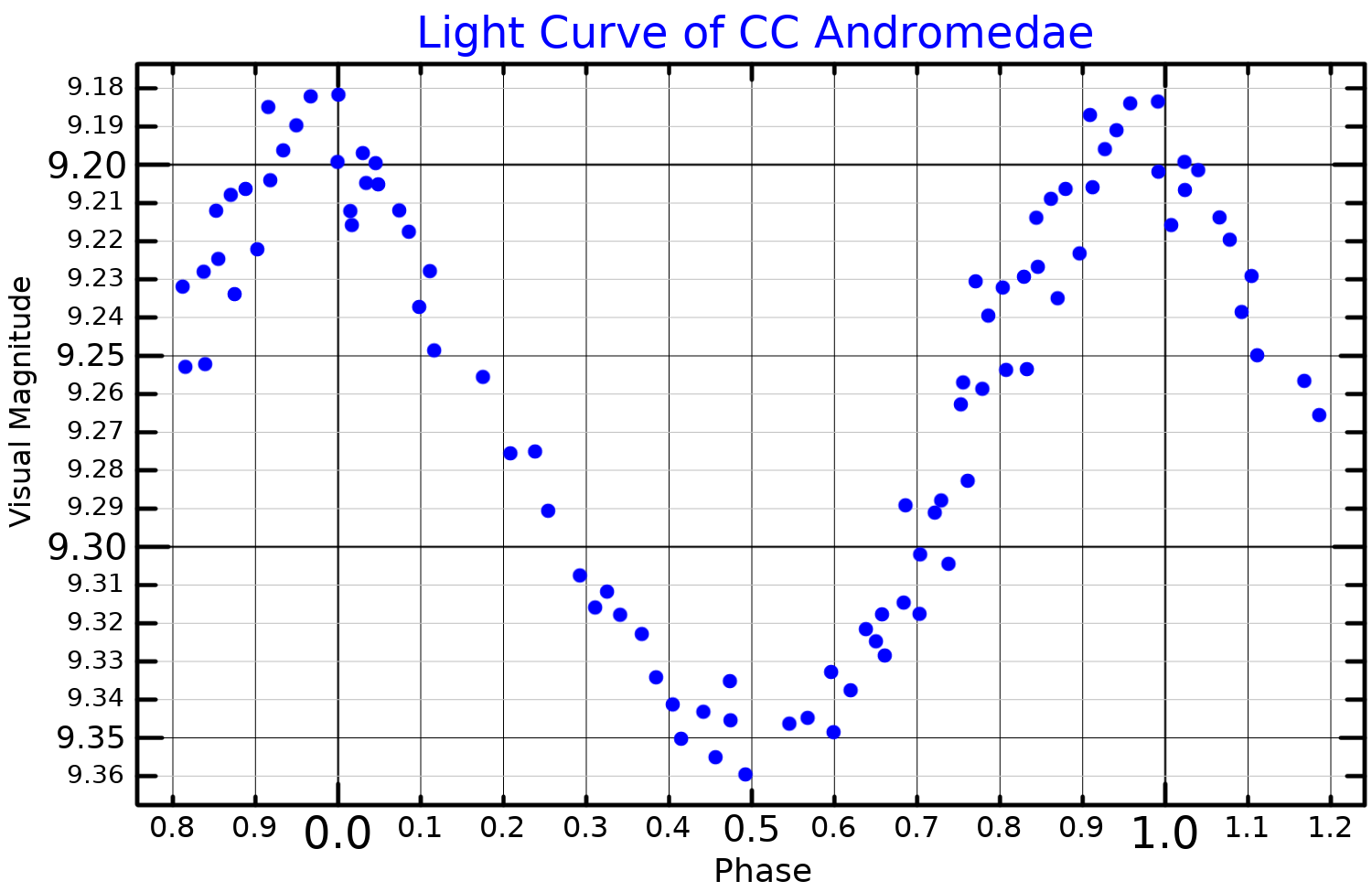
Ljuskurva i visuella bandet för CC Andromedae, anpassad efter Rousseaus et. al.

CC Andromedae är en vit till blå stjärna av spektralklass F3 IV-V med egenskaper som ligger mellan en underjätte och en huvudseriestjärna. Den har en massa av ca 2,0 solmassor, en radie av ca 3,0 solradier och har en effektiv temperatur av ca 7 400 K. Ljusstyrkevariationerna är resultatet av sju olika pulseringslägen, varav de flesta är icke-radiala, vilket även gör den till en misstänkt Gamma Doradus-variabel.